# Pico do Seleiro
O Pico do Seleiro localiza-se na freguesia das Fontinhas, concelho da Praia da Vitória, na ilha Terceira, nos Açores. De acordo com o historiador Francisco Ferreira Drummond a zona tomou o nome de seu antigo dono, André Dias Selleiro "(...) que fez testamento em 1520". (Anais da Ilha Terceira)
Esta formação geológica encontra-se geograficamente localizada na parte este da ilha Terceira, eleva-se a 288 metros de altitude acima do nível do mar e encontra-se fortemente relacionado com a formação geológica mais antiga da ilha Terceira, o Complexo desmantelado da Serra do Cume que dá forma juntamente com a Serra da Ribeirinha à maior caldeira vulcânica dos Açores e se eleva a 545 metros acima do nível do mar.
Na encosta deste pico travou-se a histórica Batalha do Pico do Seleiro acontecimento das Lutas Liberais, onde se destacou Joaquim Maria Pamplona Corte Real que tomou parte activa na Contenda referida comandando como 2.° tenente, uma força de artilharia.
No cimo desta elevação existe um miradouro, o Miradouro do Pico do Seleiro. Trata-se de um dos mais antigos miradouros da ilha. Localizado na serra que delimita a freguesia das Fontinhas a Norte, este local possibilita uma soberba panorâmica sobre a região do Ramo Grande e em particular sobre esta freguesia.

## Personalidades ilustres
- Barão do Pico do Celeiro